# Zach Brown
Zachary Brown (23 de outubro de 1989) é um jogador de futebol americano que joga como linebacker na Liga Nacional de Futebol (NFL). Ele jogou futebol americano universitário na Universidade da Carolina do Norte e foi draftado pelo Tennessee Titans na segunda rodada do Draft de 2012. Ele também jogou no Buffalo Bills, onde foi selecionado pela primeira vez ao Pro Bowl.

## Primeiros anos
Brown estudou na escola Wilde Lake em Columbia (Missouri) e foi destaque no futebol, na luta livre e no atletismo 
No atletismo, ele foi campeão dos 100 metros, com um tempo de 10.67 segundos, e nos 200 metros, com um tempo de 21.52 segundos, tornando-se o primeiro jogador na história da escola a ganhar esses títulos.
Brown se formou em Wilde Lake em 2007.
Brown também correu em North Carolina Tar Heels, onde ele teve um tempo de 6.72 segundos nos 60 metros. Ele também disputou os 200 metros, fazendo um tempo de 21.75 segundos.
Brown também é conhecido por causa de seu tamanho incomum (1,85) e da velocidade para um linebacker, Brown fez um tempo de 4.28 segundos em 40 jardas quando estava na Carolina do Norte.

#### Luta livre
Brown também era um exímio lutador, terminando a sua época de escola com os títulos do estado, da região e do município na sua faixa de peso. Ele estava invicto em seu último ano com um recorde de 25-0. Brown terminou o seu primeiro ano com um recorde de 30-1.

## Carreira na Faculdade
Brown se formou na Universidade da Carolina do Norte em Chapel Hill em 2011. Brown passou seu primeiro ano como linebacker reserva e contribuiu para as equipas especiais. No ano seguinte, Brown começou jogando em seis jogos e também competiu na equipe de atletismo. Em seu terceiro ano, Brown ficou em segundo lugar na equipe em tackles e foi capitão das equipas especiais nos cinco jogos que ele foi titular. Zack Brown computou 105 tackles, 3 interceptações e 5.5 sacks em seu último ano.

## Carreira profissional
Pré-Draft
| Altura | Peso   | 40-yards | 10-yards | 20-jardas | 20-ss | 3-cone | Salto Vertical | Salto | BP      |
| ------ | ------ | -------- | -------- | --------- | ----- | ------ | -------------- | ----- | ------- |
| 1.85m  | 111 kg | 4.44 s   | 1.52 s   | 2.55 s    | 4.32s | 7.26s  | 0.92 m         | 2.95m | 22 reps |

### Tennessee Titans
O Tennessee Titans draftou Brown na segunda rodada (52 no total) no draft de 2012. Em 12 de Maio de 2012, o Tennessee Titans assinou um contrato com Brown para um período de quatro anos por 3.85 milhões e um bônus de 1,24 milhões. No último jogo da temporada dos Titans em 2012, Brown retornou duas interceptações para touchdowns.
Após a temporada de 2015, Brown tornou-se um agente livre irrestrito. Ele terminou sua carreira no Tennessee Titan com 261 tackles, 10 sacks, 6 interceptações e 2 touchdowns em 49 jogos.

### Buffalo Bills
Em 4 de abril de 2016, o Buffalo Bills assinou com Brown um contrato de ano por 1,25 milhões, incluindo um bônus de 450.000 dólares.
Brown inicialmente foi reserva do rookie Reggie Ragland mas Ragland sofreu uma ACL durante um treinamento.  Ele começou como titular na estreia da temporada, derrota para o Baltimore Ravens e terminou o jogo com um total de 8 tackles, 4 sendo solo. Na semana seguinte, ele fez 14 tackles em um derrota por 37-31 para o New York Jets. Em 2 de outubro de 2016, Brown teve 17 tackles em uma vitória por 16-0 sobre o New England Patriots.
Brown foi selecionado para o Pro Bowl de 2016. Ele terminou a temporada com 149 tackles (97 individuais, 52 duplo), 4.0 sacks, 1 interceptação e 2 fumbles forçados.

### Washington Redskins
Em 3 de abril de 2017, Brown assinou um contrato de um ano com o Washington Redskins.  Ele teve uma lesão na Semana 14 jogo em um jogo contra o Los Angeles Chargers devido a uma lesão no pé.